# NGC 4519
NGC 4519 is een balkspiraalstelsel in het sterrenbeeld Maagd. Het hemelobject werd op 15 april 1784 ontdekt door de Duits-Britse astronoom William Herschel. Het ligt in de buurt van NGC 4519A.

## Synoniemen
- UGC 7709
- MCG 2-32-135
- ZWG 70.167
- VCC 1508
- IRAS12308+0856
- PGC 41719